# Laniarius bicolor
Bubu-bicolor ou picanço-dos-pântanos (Laniarius bicolor) é uma espécie de ave da família Malaconotidae.
Pode ser encontrada nos seguintes países: Angola, Botswana, Camarões, República do Congo, República Democrática do Congo, Gabão, Namíbia, Zâmbia e Zimbabwe.
Os seus habitats naturais são: florestas de mangal tropicais ou subtropicais, savanas áridas, matagal húmido tropical ou subtropical e pântanos.